# 282e division d'infanterie
La 282e division d'infanterie (en allemand : 282. Infanterie-Division ou 282. ID) est une des divisions d'infanterie de l'armée allemande (Wehrmacht) durant la Seconde Guerre mondiale.

## Historique
La 282e division d'infanterie est formée sur Ordre du Oberbefehlshaber West le 1er mars 1943 à Cherbourg en France sous le standard de mobilisation Brunhilde à partir de la Einsatzverbände de la 165. Reserve-Division (Einsatzverband/Division Schacky) et de la 182. Reserve-Division (Einsatzverband/Division Karl). L'état-major de la division staff est formée à partir de l'état-major de la Einsatzverband/Division Karl (officiellement Gümbel).
La division est détruite à Iași en Roumanie en août 1944. Elle est officiellement dissoute le 9 octobre 1944. Les survivants sont utilisés pour réorganiser la 76. Infanterie-Division et pour reformer la 15. Infanterie-Division.

## Organisation

### Commandants
| Date                          | Grade           | Commandant       |
| ----------------------------- | --------------- | ---------------- |
| 1er avril 1943 - 15 août 1943 | Generalleutnant | Wilhelm Kohler   |
| 15 août 1943 - 20 août 1944   | Generalmajor    | Hermann Frenking |

### Officiers d'opérations (Generalstabsoffiziere (Ia))
| Date                        | Grade               | Commandant                                    |
| --------------------------- | ------------------- | --------------------------------------------- |
| 20 août 1943 - 24 août 1944 | Oberstleutnant i.G. | Wolf-Dietrich Freiherr Löffelholz von Colberg |

## Théâtres d'opérations
- France : Mars 1943 - Avril 1943
- Front de l'Est, secteur Sud : Avril 1943 - Août 1944
  - 5 juillet au 23 août 1943 : Bataille de Koursk

## Ordres de bataille
- Grenadier-Regiment 848
- Grenadier-Regiment 849
- Grenadier-Regiment 850
- Artillerie-Regiment 282
- Pionier-Bataillon 282
- Feldersatz-Bataillon 282
- Panzerjäger-Abteilung 282
- Füsilier-Bataillon 282
- Infanterie-Divisions-Nachrichten-Abteilung 282
- Infanterie-Divisions-Nachschubführer 282